# Matróz a rakétában
A Matróz a rakétában (eredeti cím: The Bulldog Breed) 1960-ban bemutatott  brit fekete-fehér vígjáték, a főszerepben Norman Wisdom. A film rendezője Robert Asher. Magyarországon ismert még Puckle, a közlegény címmel.

## Cselekménye
|  | Alább a cselekmény részletei következnek! |

Norman Puckle (Norman Wisdom), jóravaló, de szerencsétlen flótás. Egy kis szállítmányozási vállalatnál dolgozik, akik egyszemélyes vitorláshajóval bonyolítják le a fuvarozást. Puckle hadihajók útjába kerül a vitorlásával, ő azonban kioktatja őket a vízi közlekedés alapszabályairól, ami szerint neki van elsőbbsége. Mivel ez valóban így van, a hadihajó kapitánya kénytelen lassítani, amíg ő elhalad előttük. Amikor azonban ez rendben lezajlik, a hadihajó megindul és az általa keltett hullámok felborítják az apró vitorlást, amelynek teljes rakománya a vízbe esik. Puckle csak a legfontosabb csomagot, egy doboz bonbont ment ki a vízből, mert azt a barátnőjének akarja odaadni, akinek meg akarja kérni a kezét.
A lány azonban, akit szeret, nem mutat érdeklődést Norman iránt. A fiú este elviszi hozzá a bonbont a munkahelyére, egy mozi pénztárához, a lány azonban arra hivatkozik, hogy dolgoznia kell, Puckle azonban nem tágít, mert a legfontosabbat, a lánykérést még nem mondta el. Néhány huligán jelenik meg, akik Puckle-t lökdösni meg taszigálni kezdik, végül a földre lökik, rá a bonbonos dobozra. Ekkor néhány tengerész érkezik, akik láttán a huligánok elszelelnek. Mivel Marlene, a lány még ekkor sem akar vele foglalkozni, Puckle azt mondja neki, hogy akkor öngyilkos lesz, de a lány azt válaszolja, hogy neki még az sem fog sikerülni.
Puckle először a lakásában fel akarja akasztani magát a csillárra, a mennyezet azonban leszakad. Ekkor kimegy a mólóhoz, és a kötelet a lábára köti és egy vasmacskához, majd a horgonyt a vízbe dobja. Pont ekkor egy motoros csónak halad arra, a horgony beszakítja a hajó tetejét, és a hajó magával rántja Puckle-t, aki kénytelen egy lábon vízisízni. Végül le akar ugrani egy 200 méter magas tengerparti szikláról, ekkor azonban egy tengerésztiszt tűnik fel, és elkapja a karját. A tiszt elmondja neki, hogy ha egy lány miatt akart leugrani, akkor ne tegye, mert ha tengerésznek áll, akkor rengeteg csinos lány között válogathat, a világ minden tájáról. Puckle rááll, hogy tengerész lesz.
Azonban a tengerészetnél sem olyan rózsás a helyzet. Már az első napon beleejti a sapkáját a vízbe, ebből az a félreértés adódik, hogy valaki a vízbe esett és ki kell menteni. A fedélzetmester őt utasítja, hogy ugorjon a vízbe menteni, amikor azonban Puckle bevallja, hogy nem tud úszni, akkor a fedélzetmester leveszi és Puckle kezébe nyomja a zakóját és a sapkáját, majd beugrik a vízbe. Puckle bele sem gondolva a dologba magára kapja a fedélzetmester zubbonyát, ettől azt hiszik, hogy ő is fedélzetmester. Újabb félreértés következtében azt a parancsot kapja, hogy „ha szükséges, küldjön mindenkit a vízbe”. Puckle ezt a parancsot alaposan végrehajtja, a bámészkodókat és a tiszteket is a vízbe lökdösi.
Az admiralitás eközben egy titkos projekten dolgozik, embert akarnak küldeni a világűrbe. A szakértők szerint erre a feladatra egy jól felkészült tudós lenne a legalkalmasabb, az admirális szerint azonban a legfrissebb újonc is megfelel. Ez éppen Puckle, mivel ő jelentkezett utoljára. Meg is bízzák a feladattal, előbb azonban át kell esnie az alapkiképzésen.
Puckle a tökéletes antiférfi és antikatona. A tornateremben ugrás közben összetöri az ugródeszkát, majd elkaszálja a termembe lépő admirálist és még néhány tisztet, ezért a teljes legénység kimenőjét megvonják. A búvárkiképzésen a légszivattyú elromlik, ezért a ruhája felfújódik és hatalmasra duzzad. Noha ebben teljesen ártatlan, ezért is őt hibáztatják.
Az egyik tengerésznek elmondja, hogy van 32 shillingje, mire az magával hívja szórakozni. A kocsmában Puckle nevében italt rendelnek mindenkinek. Végül a tengerész elmegy egy lánnyal. Puckle leül egy asztalhoz, ahova nem sokkal később oda sem nézve egy lány ül. Puckle apró bűvészmutatványokkal szórakoztatja, azonban nemsokára egy másik tengerész jön érte. Amikor Puckle utolsóként ki akar somfordálni, a csapos figyelmezteti a számlára. Mivel nincs elég pénze, az óráját is elkéri és a polcra tűzi, ahol már sok karóra sorakozik.
A kiképzés lezárásaként az a megtiszteltetés éri, hogy négy tiszttel hegymászásra megy. Ez „a jellem és a rátermettség próbája”. Mászás közben egy rövid pihenőnél Puckle leveszi a hátizsákját, amiben a sátor van és leheveredik, azonban pár perc múlva elindulnak. A sátor és a hálózsákja is a mélybe zuhan. Fent kénytelenek az egyik tiszt sátrába bezsúfolódni. Puckle tüzet gyújt, hogy melegedjen, de a tűz elégeti a sátor rögzítőkötelét, így az lecsúszik, a tisztek egy fenyőfán fennakadnak a hálózsákjaikban. Puckle-t emiatt hadbíróság elé állítják. Az ügyész bűnösnek mondja kötelességmulasztásban és hasonló vádpontokban. Az ügyvédje nem mond semmit, ezért Puckle maga tart védőbeszédet, ami olyan jól sikerül, hogy az egyik tisztnek elerednek a könnyei. A vádak alól felmentik, viszont űrhajózás helyett egy olyan egyszerű megbízást kap, amiről azt gondolják, még ő sem képes elrontani. Új feladata az admirális kutyájának a sétáltatása. 
Az első esti séta ideje egybeesik a tengerészet űrhajójának kilövésével. Mivel időközben a szakértők meggyőzték az admirálist, hogy mégis inkább egy civil tudós legyen az űrhajós, az űrruhába öltözve várakozik, azonban vastag szemüvegét nem tudja feltenni, ezért visszamegy az öltözőbe. Az első  kutyasétáltatás rendben zajlana, ám a kutya egy nyúl után rohan. Puckle a kutya után szaladva a kilövésre váró űrhajóban köt ki. Mivel az űrhajó biztonsági kódja egyben az admirális kutyájának a neve, azt hiszik, hogy a kutyát szólítgató Puckle az űrhajót vezető tudós, távirányítással becsukják az ajtót és megkezdik a kilövést. A felszállással nincs is probléma, Puckle távolról látja a Földet. Azonban a visszatérés bonyolult műveletet igényel, amelynek végrehajtására Puckle képtelen, a műszerfalból füst csap ki. Az admirális azt tanácsolja neki, hogy nyomogassa össze-vissza a gombokat, mert nagyobb baj már úgysem érheti (a szakértő szerint az űrhajó nemsokára felrobban). Az össze-vissza kapcsolgatás miatt az űrhajó változatos pályát ír le, végül becsapódik a Csendes-óceánba. Puckle-t már szinte hősi halottá nyilvánítják, és ki akarják tüntetni, ő azonban életben maradt, és egy fűszoknyába öltözött hölgy ölében pihen…
|  | Itt a vége a cselekmény részletezésének! |

## Szereposztás
| Szerep                         | Színész           | Magyar hangja (1. szinkron) |
| ------------------------------ | ----------------- | --------------------------- |
| Norman Puckle tengerész        | Norman Wisdom     | Szacsvay László             |
| Sir Bryanston Blyth admirális  | Ian Hunter        | Láng József                 |
| Mr. Knowles tengerésztiszt     | David Lodge       | Koroknay Géza               |
| Clayton parancsnok             | Robert Urquhart   | Pogány György               |
| Mr. Philpots                   | Edward Chapman    | Pusztai Péter               |
| Filkins tengerésztiszt         | Eddie Byrne       | Beregi Péter                |
| Búvároktató                    | Peter Jones       | Cs. Németh Lajos            |
| Katonai ügyész                 | John Le Mesurier  | Juhász Jácint               |
| Bert Ainsworth, mozi menedzser | Brian Oulton      | Kardos Gábor                |
| Johnny Nolan                   | Johnny Briggs     | Holl Nándor                 |
| Magas tengerész                | Joe Robinson      | Galambos Péter              |
| Marlene Barlow                 | Penny Morrell     | Kiss Erika                  |
| New Dalton cég kézbesítője     | Larry Dann        | Dózsa Zoltán                |
| Doris                          | Sheila Hancock    | Timkó Eszter                |
| Tornatermi edző                | Glyn Houston      | Wohlmuth István             |
| Vitorlázó                      | Leonard Sachs     | Pataky Imre                 |
| Kezelő az űrközpontban         | Peter Swanwick    | Antal László                |
| Katonai ügyvéd                 | Terence Alexander | N/A                         |
| Sporthajó tulajdonos           | Sydney Tafler     | N/A                         |
| Streaky Hopkinson              | Harold Goodwin    | N/A                         |
| Mr. Carruthers                 | Frank Williams    | N/A                         |
| NAAFI lány                     | Liz Fraser        | N/A                         |
| Peggy                          | Claire Gordon     | N/A                         |
| WRN Smith                      | Julie Shearing    | N/A                         |
| Brit tengerész a moziban       | Michael Caine     | (nincs a stáblistán)        |
| Huligán a moziban              | Oliver Reed       | (nincs a stáblistán)        |
| ?                              | William Roache    | (nincs a stáblistán)        |

## Érdekességek
- A rakéta lezuhanásakor megadott koordináta: d. sz. 20°, ny. h. 179°20.000000°S 179.000000°W, ami a Csendes-óceánban van, nagyjából félúton a Tonga és Fidzsi-szigetek között.
- Az egyik lökdösődő huligán a moziban az akkor még ismeretlen, fiatal Oliver Reed, a Norman védelmére kelő egyik matróz a szintén még ismeretlen Michael Caine. Egyikük neve sem szerepel a stáblistán.
- A film külső jeleneteit az angliai Portland városában, részben egy azóta bezárt haditengerészeti bázison forgatták.

## Fordítás
- Ez a szócikk részben vagy egészben  a   The Bulldog Breed című angol Wikipédia-szócikk fordításán alapul.  Az eredeti cikk szerkesztőit annak laptörténete sorolja fel. Ez a jelzés csupán a megfogalmazás eredetét és a szerzői jogokat jelzi, nem szolgál a cikkben szereplő információk forrásmegjelöléseként.